# Gazastriben
 For alternative betydninger, se Gaza (flertydig). (Se også artikler, som begynder med Gaza)
Gazastriben (arabisk: قطاع غزة transliteration: Qitˁɑ' Ġazzah/Qita' Ghazzah, hebraisk: רצועת עזה Retzu'at 'Azza) er en smal landstribe nordøst for Sinai-halvøen ud til Middelhavet. Området grænser op til Israel mod nord og Egypten mod syd. Området er med ca. 360 km² på størrelse med den danske ø Mors. Gazastriben havde i 2023 omkring 2,2 millioner indbyggere, hvoraf størstedelen oprindelig var flygtninge fra andre dele af Palæstina. Området er et af verdens tættest befolkede områder. Hovedbyen er Gaza by med knap 600.000 indbyggere.
Gazaområdet har været beboet i hvert fald siden ca. 3300 f.v.t., men den nuværende Gazastribe blev først en defineret geografisk enhed ved våbenhvilen efter den den arabisk-israelske krig i 1948. 
I oldtiden var byen Gaza en af regionens vigtigste handelscentre. Fra begyndelsen af 1500-tallet til afslutningen af 1. verdenskrig indgik Gaza sammen med det øvrige Palæstina som en del af det osmanniske rige. Derefter indgik området indtil 1948 i det britisk styrede Palæstinamandat. Efter den arabisk-israelske krig i 1948 blev Gazastriben udskilt fra det øvrige Palæstina, idet våbenhvilens grænser netop afgrænsede området, der herefter blev administreret af Egypten. Israel besatte området under Seksdageskrigen i 1967 og holdt området besat indtil 2005, hvor landet igen trak sig ud. Gazastriben blev herefter administreret af Det palæstinensiske selvstyre. 
Efter en konflikt i 2007 mellem de to konkurrerende palæstinensiske grupper, det sekulære Fatah og det islamistiske Hamas, har Hamas kontrolleret Gazastriben det meste af den efterfølgende periode. Der har gentagne gange siden været væbnede angreb over grænsen både fra Hamas' og Israels side. Under Gazakrigen fra 2023 er hele området blevet fuldstændig ødelagt. Omkring 55.000 af indbyggerne er indtil juni 2025 blevet dræbt under de israelske angreb og bombardementer, og næsten hele befolkningen er blevet internt fordrevet, mens 92 % af boligerne og de fleste andre bygninger som skoler og hospitaler er blevet ødelagt eller beskadiget.

## Geografi
Gazastriben er en smal landstribe nordøst for Sinai-halvøen ud til Middelhavet. Området grænser op til Israel mod nord og Egypten mod syd. Området er blot 41 km langt og mellem 6 og 12 km bredt. Med et samlet areal på ca. 360 km² er det på størrelse med den danske ø Mors.
Gazastriben har omkring 2,2 millioner indbyggere (pr. 2023).
Gazastriben er et af verdens tættest befolkede områder, blandt andet på grund af den store gruppe palæstinensiske flygtninge, som udgør omkring to tredjedele af befolkningen.
Hovedbyen er Gaza by, der i 2016 havde ca. 583.000 indbyggere, når befolkningen i flygtningelejrene ved byen ikke taltes med.

## Historie

### Tidligste historie
Der er arkæologiske spor af menneskelig bosætning i Gazaområdet fra meget gammel tid. De første permanente bosættelser er dateret til ca. 3300 f.v.t. Flere folkeslag indvandrede i tidens løb og tog ophold i området. Omkring 1200 f.v.t. blev byen Gaza, der på det tidspunkt var den sydligste af filistrenes byer, en betydningsfuld havneby. Siden blev området blandt andet underlagt de ægyptiske faraoner, assyrisk, babylonsk og persisk styre. I 323 f.v.t. blev området erobret af Alexander den Store. I 96 f.v.t. blev Gaza by ødelagt af den jødiske ypperstepræst og efterfølgende genopbygget af romerne. Omkring 100 e.v.t. var byen et af regionens vigtigste handelscentre, idet den var samlingspunkt for handelskararavanerne over den arabiske halvø.
Omkring 600 kom Gaza under arabisk kontrol. Korsfarerne erobrede området og byggede en borg, som de opgav i 1187 efter deres nederlag til Saladin i slaget ved Hattin. Siden kom Gaza under det egyptiske mamelukriges kontrol.

### Osmannisk og britisk kontrol (1517–1948)
Da mamelukkerne blev besejret af osmannerne i 1616, blev deres område og dermed også Gazaområdet en del af Det osmanniske rige og forblev det frem til 1. verdenskrig.
I begyndelsen af 1800-tallet var Gaza kulturelt domineret af nabolandet Egypten. Selv om det var en del af Det osmanniske rige, var en stor del af indbyggerne egyptere, som var flygtet fra politisk uro.
Regionen var åsted for kampe under 1. verdenskrig mellem Storbritannien og Det osmanniske rige. Gaza, som kontrollerede kystruter, blev taget af briterne i det tredje slag om Gaza 7. november 1917.
Efter 1. verdenskrig blev Gaza en del af Storbritanniens mandatområde på vegne af Folkeforbundet.
Der boede jøder i Gaza indtil de palæstinensiske oprør i 1929, hvor de var tvunget til at forlade Gaza. Efter dette forbød briterne jøder at leve i området, men alligevel vendte nogle af dem tilbage og etablerede kibbutzen Kfar Darom nær den egyptiske grænse.
Britisk styre af Palæstina endte med den arabisk-israelske krig i 1948.

### Første fase efter 1948
I henhold til betingelserne i FNs delingsplan (FN-resolution 181) i 1947 skulle Gaza-området være en del af en ny palæstinensisk stat. Efter at det britiske mandatområde var blevet opløst og efter borgerkrigen i Palæstina 1947-48, erklærede Israel sin uafhængighed i maj 1948. Den egyptiske hær invaderede området fra syd og startede derved den den arabisk-israelske krig i 1948.
Det nuværende område "Gazastriben"s grænser (ofte refereret til som "den grønne linje") blev fastlagt i den våbenhvileaftale, som Egypten og Israel indgik efter den arabisk-israelske krig i 1948, der var fulgt i kølvandet på briternes tilbagetrækning fra de palæstinensiske områder. FN's delingsplan for Palæstina havde skitseret et større, sammenhængende område, men efter Haganahs erobringer i krigen blev området begrænset til en lille stribe land. Egypten annekterede aldrig Gazastriben, men administrerede den ved en militærguvernør. Men palæstinenserne, hvoraf mange var flygtninge fra krigen 1947-1948, fik ikke egyptisk statsborgerskab. 
Efter afslutningen af borgerkrigen blev en al-palæstinensisk regering (Arabisk: حكومة عموم فلسطين hukumat 'umum Filastin) udråbt i Gaza by den 22. september 1948 af Den Arabiske Liga. Dette blev opfattet som et forsøg fra Ligaen på at begrænse den transjordanske indflydelse på det palæstinensiske problem. Jordan, som havde besat Vestbredden, anerkendte dog - som det eneste medlem af ligaen - ikke regeringen. Uden for ligaen var der heller ikke andre lande, som anerkendte den palæstinensiske regering. Regeringen blev anset for at være en egyptisk-kontrolleret marionetregering og flyttede snart til Kairo. Palæstinensere, som boede i Gazastriben eller i Egypten, fik al-palæstinensiske pas indtil 1959, da Gamal Abdel Nasser afsatte regeringen.
Ved krigen i forbindelse med Suez-krisen i 1956 invaderede Israel Gaza og Sinai-halvøen. Gadekampene i Gazastriben var særdeles blodige og kostede tusindvis af egyptere og palæstinensere livet, men den israelske hær har sidenhen benægtet at have udført de mest blodige aktioner, herunder Khan Yunis-massakren, hvor israelske soldater i november 1956 skal have henrettet flere hundrede civile. Det internationale pres, som afsluttede krigen, førte til israelsk tilbagetrækning.

### 1959-1967 Fuld egyptisk besættelse
Egypten opløste den palæstinensiske enhedsregering i 1959 som led i den pan-arabiske ideologi. Gazastriben blev dog aldrig annekteret, men Egyptens militær administrerede området.

### 1967-2000 Israelsk besættelse, kolonisering og fredsproces
Israel besatte Gazastriben igen fra juni 1967 under seksdageskrigen. Den militære besættelse varede i 27 år, frem til 1994. Efter 1994 skulle Israel, i henhold til Oslo-aftalen, fortsat beholde luftkontrol, kontrol over territoriale vandforsyninger, kontrol over adgang til havne, kontrol over folketællinger, kontrol over udlændinges adgang til stedet, import/eksport samt skattesystemet.
I perioden skabte Israel en bosætteelseszone, Gush Katif, i det sydvestlige hjørne af striben nær Fafah og den egyptiske grænse. Tilsammen blev 21 områder med bosættere etableret i Gazastriben. Disse udgjorde omkring 20 % af det samlede område. Foruden ideologiske årsager hjalp bosættelseszonerne også Israel med sikkerheden i området. Gazastriben var under israelsk militær administration indtil 1994. I løbet af den periode havde den militære administration også ansvaret for at vedligeholde civil infrastruktur.
I marts 1979 underskrev Israel og Egypten den egyptisk-israelske fredsaftale. Aftalen medførte blandt andet, at Israels hær og israelske civile trak sig ud af Sinaihalvøen, som Israel havde erobret i seksdageskrigen. Gazas endelige status blev ikke fastlagt ved aftalen, og den medførte ingen løsning med hensyn til uenighed om de internationale grænser mellem Gazastriben og Egypten. Egypten gav afkald på alle territoriale krav på regionen uden for de internationale grænser.
I maj 1994, efter den palæstinensisk-israelske overenskomst kendt som Oslo-aftalen skete en gradvis overføring af magt fra Israel til de palæstinensiske myndigheder. Store dele af området (undtaget nybyggerområderne og de militære områder) kom under palæstinensisk kontrol. De israelske styrker forlod Gaza By og andre byområder. De palæstinensiske myndigheder, ledet af Yasser Arafat, valgte Gaza By som deres første hovedkvarter. I september 1995 undertegnede Israel og PLO aftalerne om Vestbredden og Gazastriben, hvorved palæstinensiske selvstyremyndigheders kontrol blev udvidet  til de fleste byer på Vestbredden. Aftalen etablerede også et valgt palæstinensisk nationalt råd med 88 medlemmer, som holdt sin første samling i Gaza i marts 1996. 
Den anden intifada brød ud i september 2000. Modstanden mod den fortsatte israelske besættelse af palæstinensiske områder og efterhånden også mod de palæstinensiske myndigheders forsoningslinje voksede sig stærkere, især i Gazastriben, hvor de islamistiske organisationer Hamas og Islamisk Jihad stod stærkest.

### Afviklingen af bosættelserne i 2005
I februar 2005 bestemte den israelske regering under Ariel Sharon at gennemføre en ensidig plan for tilbagetrækning. Denne plan indeholdt endvidere planen om lukning af de jødiske bosættelser i området. Dette medførte flytning af omkring 9.000 israelske bosættere.
Ifølge Sharons seniorrådgiver Dov Weisglass var formålet med tilbagetrækningen dog ikke at forberede en palæstinensisk stat, men derimod at forhindre at en sådan stat kunne opstå: 
"Det bemærkelsesværdige ved tilbagetrækningen er, at den fastfryser fredsprocessen. Og når du fastfryser den proces, forhindrer du etableringen af en palæstinensisk stat, og du forhindrer en diskussion af flygtningene, grænserne og af Jerusalem. I praksis er hele denne pakke, som kaldes den palæstinensiske stat, med alt hvad den indebærer, blevet fjernet fra vores dagsorden i al fremtid. Og alt dette med tilladelse, velsignelse og ratifikation fra den amerikanske præsident og fra begge kongressens kamre".
Bosætterne blev tvunget til at forlade deres hjem under heftige protester, der blev skudt mod de israelske soldater, og flere af bosætterne valgte at iføre sig jødestjerner for at vise at de betragtede lukningen af bosættelserne som en videreførelse af de nazistiske jødeforfølgelser. 12. september annoncerede den israelske regering, at israelsk militært styre i Gazastriben var ovre.
En særlig rolle indtog de højteknologiske drivhuse, som bosætterne havde fået anlagt. EU's økonomiske samarbejdsorganisation (Economic Cooperation Foundation, ECF) aftalte at købe drivhusene for 14 mio. $ og overføre ejerskabet til det palæstinensiske selvstyre, således at de 4.000 ansatte kunne beholde deres jobs. Omkring halvdelen af drivhusene blev dog destrueret af bosætterne før de forlod området, og i det efterfølgende kaos blev de resterende endvidere plyndret af Gazas indbyggere. Ifølge den tidligere chef for Verdensbanken James Wolfensohn stod de fleste af dem dog, i det store og hele, intakte tilbage efter plyndringerne. De kom dog ikke palæstinenserne til stor glæde, da de israelske myndigheder blokerede grænseovergangene og forhindrede eksport af afgrøderne, hvilket førte til et tab på omkring 120.000 $ om dagen. Alt i alt estimeres lukningen af grænseovergangene at have kostet Gazas landbrugssektor omkring 450.000 $ om dagen.

### Den palæstinensiske selvstyremyndigheds kontrol (1994–2007)
I henhold til Oslo-aftalen tog de palæstinensiske myndigheder administrativ kontrol over Gazastriben (fraset nybyggerområder og militære områder) i 1994. Efter den totale israelske tilbagetrækning i september 2005 af militære styrker og nybyggere overtog det palæstinensiske selvstyre den administrative kontrol over Gazastriben, idet Israal dog fortsatte med at afpatruljere Gazastribens grænser og luftrum.

### Besættelsen efter 2005
Efter den israelske tilbagetrækningen er grænseovergangen i Rafah blevet kontrolleret af EU Border Assistance Mission Rafah med mandat i en aftale, som blev endelig ratificeret i november 2005. Israel havde fortsat kontrol over aktiviteter, som involverede transport gennem Israel; dette gjaldt også luftrum og adgang til havne i Gaza. Israelske myndigheder tager sig også af såvel immigration og emigration fra Gaza via Israel som udlændinges indrejse via Israel og import og eksport via Israel.
Den 12. september 2005 erklærede Israel formelt afslutningen af 38 års besættelse af området. Alligevel anses Gaza-striben af FN for, at være israelsk-besat område, da det er en integreret del af det, der kaldes de besatte palæstinensiske områder, og som også omfatter Øst-Jerusalem og Vestbredden. Der har siden da været problemer med raketaffyringer fra Gazastriben, der har ramt israelske landsbyer i Israel. På den anden side har den israelske hær ifølge nyhedsbureauet Associated Press affyret kampvognsgranater over grænsen, hvilket har resulteret i flere dødsfald, det israelske militær IDF benægter denne historie.
Den 24. juni 2007 gennemførte det israelske militær luftangreb mod Gazastriben siden Hamas tog kontrollen med området.

#### Magtkampen efter valget i 2006
I valget af repræsentanter til de palæstinensiske selvstyremyndigheder 25. januar 2006 fik terrorbevægelsen Hamas et flertal på 42,9 % af stemmerne og 74 af 132 pladser i forsamlingen (56 %).
Da Hamas overtog magten den efterfølgende måned, nægtede organisationen at anerkende internationale krav om, at vold skulle ophøre, og at Israel skulle anerkendes. I april reagerede flere nationer, der i blandt USA, ved at afskære direkte støtte til den palæestinensiske regering, selv om nogen af pengene blev omdirigerede til humanitære organisationer, som ikke havde nogen kontakt med Hamas-regeringen. Den påfølgende politiske uorden og økonomiske stagnation førte til, at mange palæstinensere emigrerede fra Gazastriben.
I januar 2007 udbrød der kampe mellem Hamas og Fatah. De voldsomste kampe udspillede sig i den nordlige del af Gazastriben, hvor general Muhammed Gharib, en mangeårig officer i den Fatah-dominerede Sikkerhedsstyrke, døde, da en raket fra Hamas ramte hans hus. Gharibs to døtre og to af hans sikkerhedsvagter døde også i angrebet.
I slutningen af januar 2007 blev der forhandlet en våbenhvile mellem Fatah og Hamas. Imidlertid, efter nogen få dage, udbrød der nye kampe. Fatah-krigere stormede et Hamas-tilknyttet universitet i Gazastriben. Officerer fra Abbas præsidentgarde sloges mod Hamas-soldater, som vogtede Indenrigsministeriet.  I maj 2007 var det også nye kampe mellem Hamas og Fatah. Indenrigsminister Hani Qawasmi, som var blevet betragtet som en moderat bureaukrat, som begge organisationer kunne acceptere, trak sig fra stillingen på grund af det, han betegnede som skadelig opførsel fra begge sider.
Efter en række stridigheder, der tiltog i styrke, mellem de indbyrdes uenige palæstinensiske grupper overtog Hamas i juni 2007 kontrollen med Gazastriben, mens en regering ledt af det konkurrerende, sekulære Fatah kontrollerede Vestbredden.

### Israelske angreb i 2008
I slutningen af 2008 indledte Israel en omfattende bombning af Gazastriben og senere en invasion, efter at der var blevet sendt raketter fra Gaza ind i Israel. Krigshandlingerne endte den 18. januar 2009. Omkring 1.300 palæstinensere døde under kampene, omkring halvdelen af dem civile og børn. Infrastrukturen på Gaza fik store skader.

### Udviklingen 2014-2021
I sommeren 2014 indledte Israel på ny en omfattende bombning af Gazastriben. Infrastrukturen fik store skader, og over 2100 blev dræbt, de fleste civile. Over 100.000 blev hjemløse.
Efter bruddet i 2007 havde der været en række forsøg på at skabe forsoning mellem Hamas og Fatah. I 2014 indgik de to parter en aftale, hvor Hamas gik ind på at overdrage kontrollen over Gazastriben til det palæstinensiske selvstyres regering under ledelse af Rami Hamdallah. Aftalen fik dog først praktiske konsekvenser i 2017, hvor selvstyremyndighederne påbegyndte en overtagelse af de offentlige institutioner i Gaza. Efter fornyede uenigheder mellem parterne endte samarbejdet dog i januar 2019, hvor det palæstinensiske selvstyre opgav at drive Rafah-grænseovergangen mellem Gaza og Egypten. Samme måde gik Hamdallahs forsoningsregering af.
Forholdet til Israel var også efter 2014 præget af lejlighedsvise væbnede kampe. I foråret 2018 blev en række palæstinensiske protester ved grænsen til Israel mødt med åben ild fra det israelske militær, der dræbte omkring 60 mennesker og sårede 2700 andre. Begivenhederne affødte både raketangreb fra Hamas og opfølgende militære angreb fra Israel, og urolighederne forudsatte i flere måneder.
I maj 2021 opstod igen væbnede konfrontationer i kølvandet på uroligheder i Jerusalem som følge af en israelsk beslutning om at tvangsfjerne palæstinensiske indbyggere fra et område i byen. Begivenhederne i Jerusalem fik Hamas til at iværksætte flere raketangreb fra Gaza, som Israel besvarede med luftangreb ind i Gazastriben.

### Krigen fra 2023
Den 7. oktober 2023 foretog Hamas et koordineret angreb på Israel både fra luften, til søs og på landjorden, som kom som en total overraskelse for Israel. Omkring 1200 israelere blev dræbt ved Hamas' angreb, og mere end 200 personer blev bortført som gidsler til Gaza. Dagen efter erklærede Israel formelt krig for første gang siden Yom Kippur-krigen i 1973. Efterfølgende påbegyndte Israel voldsomme bombardementer af Gaza og invaderede derefter området i en krig, der fortsatte de næste år, afbrudt af en våbenhvile fra januar til marts 2025. Krigen er den blodigste krig i Gazastribens historie. Allerede ved indgåelsen af den midlertidige våbenhvile i januar 2025 var 46.000 palæstinensere ifølge Hamas blevet dræbt i Gaza, heraf over 13.000 børn. Det britiske lægetidsskrift The Lancet vurderede endda, at tallet var højere, nemlig 64.000. Over 100.000 indbyggere var såret, og FN frygtede, at den afbrudte skolegang og ødelæggelsen af skolerne kunne have gjort Gazas 700.000 børn og unge til en tabt generation. Samtidig lignede Gazastriben et stort ruinområde. 92 % af alle boliger, næsten alle skoler og størstedelen af hospitalerne blev ødelagt eller beskadiget, og over 90 % af befolkningen i Gazastriben var internt fordrevne, da våbenhvilen trådte i kraft.
I marts 2025 genoptog Israel krigshandlingerne ved et missil- og artilleriangreb på Gazastriben, og i maj startede landet en ny storstilet invasion under navnet "Operation Gideon's Chariots" for at besætte hele området. Seniorforsker Lars Erslev Andersen fra Dansk Institut for Internationale Studier vurderede, at formålet med kampagnen var at drive palæstinenserne ud af Gaza ved at gøre livet i området uudholdeligt for dem. 5. juni var antallet af bekræftede dræbte palæstinensiske indbyggere i Gaza knap 55.000 personer, heraf  mindst 17.400 børn.